# Фернандес, Алина
Алина Фернандес Ревуэльта (исп. Alina Fernández Revuelta; род. 19 марта 1956, Гавана, Куба) — кубинская и американская гражданская активистка, антикоммунистка.

## Биография
Родилась в 1956 году в Гаване. Её отцом был революционер и государственный деятель Фидель Кастро, матерью — его любовница Наталья Ревуэльта Клевс. Оба её родителя на момент отношений были в браке с другими людьми. Алина росла с матерью и её мужем. Родной отец иногда навещал дочь. Фернандес стала оппозиционеркой режиму своего отца и антикоммунисткой. На Кубе она работала моделью и была директором по связям с общественностью в модельной компании. В 1993 году она против воли отца сбежала в Испанию с помощью поддельных документов и парика. Впоследствии переехала в США.
Вела программу на радио Simplemente Alina. В 1998 году она опубликовала автобиографию. Её тетя Хуанита Кастро подала на неё в суд, обвинив в клевете об её и брата родителях. Суд постановил, что Фернандес и издательство должны выплатить Кастро 45 тысяч долларов.